# Getrenntschmierung
Die Getrenntschmierung oder auch Frischölschmierung ist eine Form der Motorschmierung, die vor allem bei Zweitaktmotoren vorkommt. Sie ist technisch betrachtet eine Verlustschmierung, da das Schmiermittel nach der Motorpassage verloren ist.
Im Gegensatz zur sogenannten Gemischschmierung, bei der das Zweitaktöl dem Kraftstoff direkt beim Tankvorgang zugesetzt wird, erfolgt die Getrenntschmierung während des Betriebs im Regelfall über eine mechanisch von der Kurbelwelle angetriebene Dosierpumpe, die das in einem separaten Tank befindliche Zweitaktöl dem Motor erst im Ansaugtrakt (z. B. vor dem Membranblock) zusetzt. Die Fördermenge der Pumpe kann dabei drehzahlabhängig, oder aber auch drehzahl- und lastabhängig (= Stellung des Gasdrehgriffes) sein.
Durch diese Konstruktion ergeben sich besonders im Alltagsbetrieb Vorteile gegenüber der Mischungsschmierung: Durch die Getrenntschmierung ist es nicht notwendig, bei jedem Tankvorgang der getankten Kraftstoffmenge eine genau definierte Menge Öl beizumischen, es reicht die Kontrolle und ggf. ein Nachfüllen. Darüber hinaus liegt der Ölverbrauch unter dem der Gemischschmierung, da der Motor bedarfsgerechter versorgt wird und nicht ständig mit maximaler Schmierung läuft. Ein wesentlicher Vorteil ist die Aufrechterhaltung der Motorschmierung im Schiebebetrieb zum Beispiel bei längeren Bergabfahrten mit geschlossenem Gas, da durch die drehzahlabhängige Regelcharakteristik der Ölpumpe weiterhin ausreichend Öl eingespritzt wird, während bei der Gemischschmierung in diesem Betriebszustand durch den geschlossenen Gasschieber nur extrem wenig Öl in den Motor gelangt. Dieses Problem konnte alternativ aber auch durch eine Schubabschaltung (automatisches Abstellen der Zündung im Schubbetrieb) oder durch die Verwendung eines Freilaufs (automatisches Auskuppeln im Schubbetrieb) vermieden werden.
Zu den Nachteilen der Getrenntschmierung zählen das zusätzliche Gewicht und der Platzbedarf sowie die zusätzlichen, aufwändigen Aggregate, die dem Grundgedanken des einfach konstruierten Zweitakters entgegenlaufen.
Die Auto Union GmbH führte im Typ Auto Union 1000 des Modelljahrs 1961/62 die gemeinsam mit Bosch entwickelte „Frischöl-Automatik“ ein. Das System wurde bis 1966 im DKW F 11/F 12, F 102 und vereinzelt im Geländewagen Munga verwendet. Auch viele Zweiräder mit Zweitaktmotor wurden mit Getrenntschmierung ausgestattet, auch schon vor 1945.
In den zahlreichen Zweitakt-Fahrzeugen der DDR wurde (außer bspw. bei Motorrädern der ETZ-Baureihe und dort aber nur für Exportmärkte) keine Getrenntschmierung angewendet. Der zunehmenden Abgasproblematik versuchte man stattdessen mit einer Reduzierung des Ölanteils im Gemisch und mager abgestimmten Spar-Vergasern zu begegnen. Auch im Motorsport und bei Kleinmotoren, insbesondere bei Typen, die lageunabhängig betrieben werden müssen (z. B. Kettensägen, Modellbauantriebe), wurde und wird vorwiegend Mischungsschmierung eingesetzt.
Letztendlich gelang es auch bei Anwendung der Getrenntschmierung nicht, die Abgasprobleme des Zweitaktmotors in Griff zu bekommen, weshalb er inzwischen auch im Bereich der Motorräder und Kleinkrafträder vom Markt verdrängt wurde.